# 社会保障署

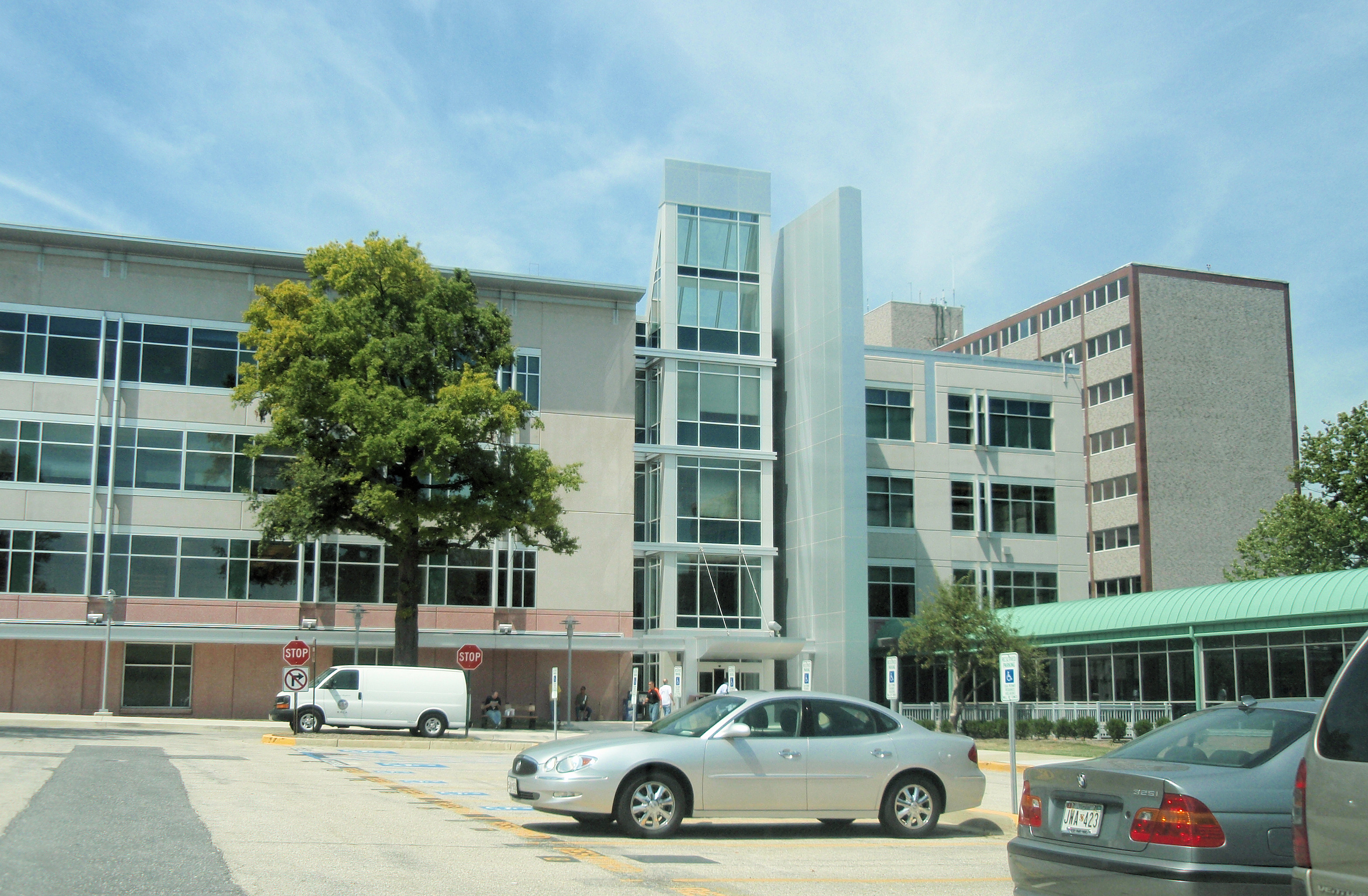
社会保障署的总部设在马里兰伍德劳恩

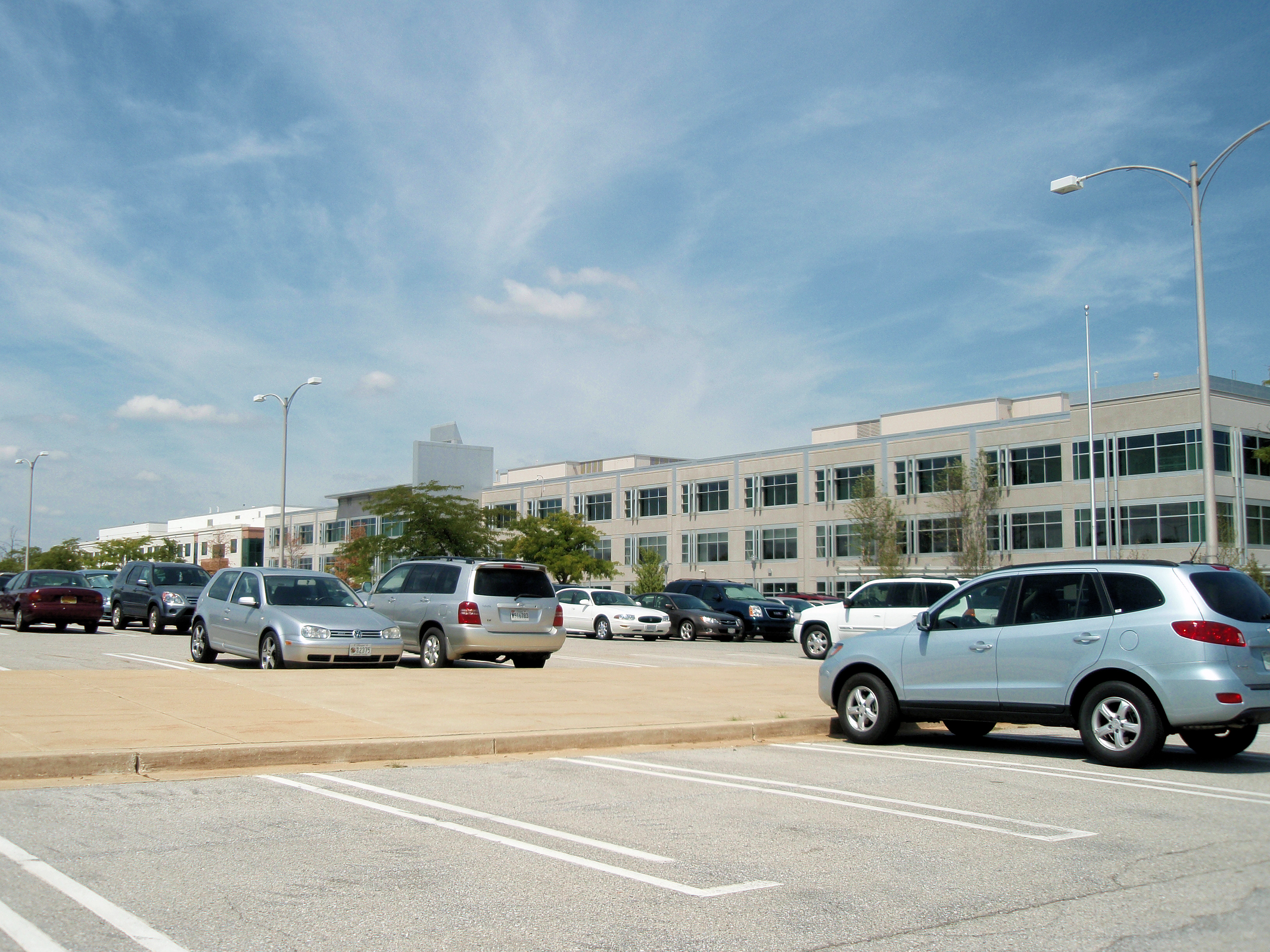
SSA总部一景

（缩写：SSA），或簡称为社会安全局、社會安全總署等，是一个美国联邦政府的独立部门，负责管理社会保障，包括退休、残障和遗属利益在内的社会保险计划。大多数劳工需要对收入缴纳社会保障税以符合获取这些福利的资格；受益人的福利会基于工薪收入者的税收贡献来决定。而另一种社会安全生活补助金（Supplemental Security Income, SSI）则是按需发放。
社会保障署依据美國法典第42编 § 第901節所设立。其当前的领导人为副行动专员南希·贝里希尔，其在2017年1月19日至2017年11月17日任代理行动专员。
SSA总部设在马里兰伍德劳恩，巴尔的摩以西，被称为中央办公室。 该机构包括10个区域办事处，8个处理中心，大约1300个外地办事处和37个远程服务中心。截至2018年，约60,000人被社会保障局雇用。总部的基层员工的福利金是由 美国政府雇员联合会 地方1923年。 社会保障福利是美国最大的社会福利项目。 2014年，社会保障福利的净成本是906.4亿美元，占美国联邦政府财政支出的21%。

## 历史
最初的社会保障委员会（Social Security Board）是依据《社会保障法》在1935年8月14日而建立，用以监督新项目的管理。它的成立是作为总统富兰克林·D·罗斯福新政签署的《社会保障法》的一部分。委员会包括三个由总统任命的管理人员，刚开始时没有预算，没有工作人员，也没有办公家具。它从哈里·霍普金斯掌管的联邦紧急救援署得到了一笔临时预算。这个新成立机构的第一任顾问是托马斯·埃利奥特，费利克斯·弗兰克福特的门徒——“快乐的热狗们”之一。
1936年10月14日，第一个社会保障办公室在得克萨斯州奧斯汀成立。社会保障税于1937年首次被征收，随着第一次总付款交付。第一个获得收到月付的退休金福利的人是来自佛蒙特州伯瑞特波罗的艾达·梅·富勒。她在1940年1月31日收到第一张支票，数目为22.54美元。
在1939年，社会保障委员会合并为一个内阁级别的 联邦安全机构，其中包括国家统计局、 美国公共卫生服务， 平民保护军团和其他机构。 在一月至1940年，第一次定期正在进行的每月的福利开始了。
在1946年，SSB被重新命名为社会安全管理局。
在1953年，联邦安全机构被废除和SSA放在 卫生部、教育和福利，这成为该 部门的卫生和人类服务 在1980年。 在1994年，比尔·克林顿 签署法律（美國法典第42编 § 第901節）使SSA成為一个在行政部门的独立的机构。 在1972年， 生活费用 的调整(可乐)引入SSA计划，以处理影响 通货膨胀 上 固定收入的。

### 领导人
社会安全专员：
- 亞瑟·J·奧特邁耶（1937年-1953年）
- 威廉·L·米切爾（代理）（1953年）
- 约翰·W·特拉姆博格 (1953年-1954年）
- 查理·I·蘇格蘭（1954年-1958年）
- 威廉·L·米切爾 (1959年-1962年)
- 羅伯特·M·鮑爾（1962年-1973年）
- 亚瑟·E·赫斯（代理）（1973年）
- 詹姆斯·卡德威尔（1973-1977年）
- 當·I·沃特曼（代理）（1977年-1978年）
- 斯坦福·G·罗斯（1978年-1979年）
- 威廉·J·德里弗（1980年-1981年）
- 赫伯特·R·多格特（代理）（1981年）
- 约翰·A·斯瓦恩（1981年-1983年）
- 玛莎·A·麥克斯提恩（代理）（1983-1986年）
- 多尔卡斯·R·哈迪（1986-1989年）
- 格温多林·S·凱恩（1989-1992年）
- 路易斯·D·恩諾夫（代理）（1992年-1993年）
- 劳伦斯·H·汤普森（代理）（1993年）
- 雪莉·S·遮打（1993-1997年）
- 约翰·J·卡拉汉（代理）（1997年)
- 肯尼斯·S·阿普菲爾（1997-2001年）
- 威廉·豪特（代理）（2001年）
- 拉里·G·馬薩那利（代理）（2001年）
- 乔安妮·B·巴恩哈特（2001-2007年）
- 琳达·S·麥克馬亨（代理）（2007年）
- 迈克尔·J·阿斯特魯（2007-2013年）
- 卡罗琳·W·考文（代理）（2013-2017年）
- 南希·A·贝里希尔（代理）（2017–至今）

## 总部
SSA是第一个联邦机构具有其国总部以外的华盛顿特区，或其邻近郊区。这是位于巴尔的摩最初由于需要对建筑物能够保持前所未有的大量文件记录，这将是需要的。 什么都不适合可用在华盛顿在1936年，这样的社会保障委员会选的坎德勒大楼在巴尔的摩港口作为一个临时位置。 不久之后的定位在那里，开始建造一座永久性建筑的为SSA在华盛顿，这将满足他们的要求为记录存储能力。然而，由当时的新建筑已经完成， 第二次世界大战 开始了，建筑物占领了由 战争部门的。 通过时的战争结束后，这是评判过破坏性的搬迁的机构来华盛顿。 该机构仍然在坎德勒大楼，直到1960年，当它搬迁到其新建的总部设在伍德劳恩的。
道路总部的位置，建立特别是SSA，被命名为 安全Boulevard(路线122) ，并已成为一个主要动脉的连接巴尔的摩与其西部郊区。 安道也是名SSA的出口从附近的巴尔的摩华盛顿(州际695). 附近的一个 购物中心， 已被任命为 安全的广场购物中心，并伍德劳恩是通常被称非正式的"安全"。 70号州际公路，其运行为的数千英里从 犹他州 ， 马里兰州，终止在一个公园骑了很多，毗邻社区。
由于空间限制和正在进行的翻修，许多总部员工中的租赁空间全伍德劳恩地区。 其他SSA分位于其他地方。 例如，总部(也称为中央办公室)SSA的办公室残疾行裁决并审查是在位于 教堂瀑布，弗吉尼亚州.

## 覆盖范围
SSA的复盖下的社会安全性行为的最初扩展到几乎所有的工人在 美国大陆 和各领土的 阿拉斯加州, 夏威夷、关岛和英联邦的北马里亚纳群岛以下65岁。 所有工作人员在 州际商业和工业 需要进入程序，除了铁路，国家和地方政府工作者。 1939年，该年龄限制进入社会保障被消除。
铁路工人被复盖的由 铁路退休金董事会 之前，社会安全成立。 今天，他们仍然是，虽然每一个部分铁路的养恤金被指定为"相当于"社会保障。 铁路工人也参加医疗保险。
大多数国家和地方政府工作人员的最终被纳入社会保障系统下的"第218节协议"的。 原218号州际公路手段签署了于1950年代，所有国家都有一部分218协议与联邦政府的社会安全管理。
社会安全手册》的定义一个"州际机构的"。
规定第218节的社会安全法和手段的协定和随后的修改确定社会保障和医疗保险福利或医疗保险只复盖率国家和地方政府雇员参加在国家和地方政府的退休系统。
所有国家和地方政府雇员自1986年以来，或谁被复盖的部分218协定，参加医疗保险，即使不涵盖的社会安全金融利益。 看到国家和地方政府雇员社会保障和医疗保险看到的联邦国家的参考指南附录。
其他地方和国家工作人员被带入复盖率在1991年社会安全法律，要求这些雇员的加入社会保障，如果其雇主没有为他们提供一个养恤金计划。
一些国家和地方政府继续保持养恤金计划并没有执行部分218协议；如果是这样，这些工作人员可以不参加社会保障税收。 (如果工人必须预先支付适当的社会安全税收或相等的，他们的社会安全福利减少通过一项规则称为 暴《消除一规定；也有一个类似于 政府养恤金抵消 对他们的配偶。)

### 老年、遗属和残疾
SSA管理的退休、遗属和残疾人的社会保险方案，它可以提供的月福利以年龄或残疾工人，他们的配偶和儿童的行为，并对幸存者的被保险的工人。 在2010年，超过54万美国人收到了大约$712十亿在社会保障福利。 该方案主要由税收，雇主、雇员和自被保险人每年支付的。 这些收入都放入一个特别 信托基金的。 这些程序都是统称为 退休、幸存者、残疾保险 (RSDI).
SSA负责管理其残疾程序部分是通过其办公室的残疾裁定和审查(ODAR)，其具有区域办事处和听证会办事处在美国。 ODAR出版一个手册，称为 HALLEX，其中包含指令为其雇员就如何执行其指导原则和程序。
该RSDI程序的主要好处的程序给予美国联邦政府，并为一些受益者是重要的收入来源。 增加获得这种福利方案为低收入或无家可归的个人是一个SSA的目标。 SSA的一个成员的 联合国机构间理事会关于无家可归问题 和工作与其他市、县、州、地方和联邦的合作伙伴，以增加访问和批准的SSI/SSDI好处是谁有资格。

### 补充保障收入(SSI)
SSA还负责管理 补充保障收入 (SSI)方案，这是基于需要，对老年人、盲人或残疾人。 该程序最初是在两个单独的名字，年老时的援助(最初标题I的社会保障法》的1935年)，以及残疾人的援助(加入1946). 1973年，这些援助的程序被重新命名并重新分配给SSA。 SSI收件人支付的一般收入的美利坚合众国。 此外，一些国家支付额外的SSI资金。 作为一月2018年超过8万人收到的SSI。
对于有些索赔人的，这个程序是难以接收于资金从RSDI的。 以保证处理时间的任何东西超过一天和立即拒绝，某些具体的标准必须得到满足，包括公民地位，具有少于2 000美元。00在可计数的财政资源，或具有可计数的收入不足一美元718.00每月从任何来源。 处置的财政资源(即，故意花下跌下的SSI资源的天花板)可以防止一个人从接收情报的好处，为期36个月。 每个人有或没有 社会安全号码 是符合资格的申请。 但是，如果一个人不能满足任何上述条件或是没有记录的美国居民，他或她的权利要求，只可在纸上，并将被立即拒绝。 甚至记载的居民与合法永久居民身份后August1996年立即拒绝，除非它们满足一些或所有的SSI标准以上列出的。

### 医疗保险
行政当局的 医疗保险 计划是一个责任 中心的医疗保险和医疗服务，但是SSA的办事处用于确定初步资格，一些处理的溢价付款，并为有限的公共信息的联系。 他们还管理一个金融基于需求的程序，补充医疗保障的D部分的程序登记的。 这种程序可以适用于在任何时候，甚至以前注册在D部分，它仅仅提供不超过一美元40.00救济为每月的医疗保障的D部分的保险费。

## 操作
为确保一致和有效治疗的社会保障受益者，在其庞大的官僚机构，SSA已经编制了一个巨大的知书的程序业务手册系统(舞)而制定的几乎所有方面的SSA的内部运作。 绒球介绍，在难以忍受的详细说明，一个巨大的各种情况经常遇到的公共福利金人员，并确的政策和程序，适用于每一种情况。

### 自动化

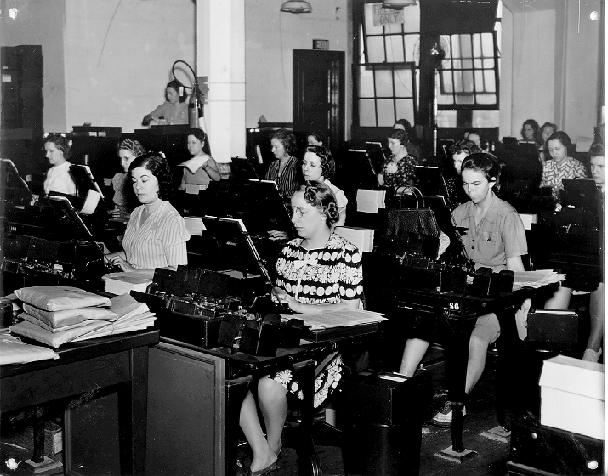
几百 keypunch 运营商SSA采用在1930年代后期和进入1950年代

同时建立社会安全之前发明的代 数字计算机，以 穿孔卡片 数据的处理是一个 成熟的技术，而社会安全系统广泛使用自动化的 单元记录的设备 从程序的开始。 这使社会保险管理局实现高水平的效率。 SSA的费用一直是一小部分的收益支付。 作为一个百分比的资产的管理费用均0.39%以上。

### 裁决
SSA运营其自己的行政裁决系统，该系统具有 原始管辖权 时的权利要求被拒绝在部分或全部。 SSA的决定是由行政法官和高级律师，审判人员(支持的由约6 000名工作人员的员工)在地点在美国的美国办事处的残疾裁定和审查(ODAR)，他聆听和决定的挑战SSA的决定。 不满的索赔人可以提出上诉ODAR的上诉理事会，如果仍然不满可以上诉到一个美国地区法院。
多年来，ODAR已经发展其自己的程序系统，其中记录了审理和上诉诉讼法手册(HALLEX). ODAR以前称为该办公室的听审和上诉(OHA)和之前的1970年，主席团的审讯和上诉。 的名称改为ODAR在2007年以反映事实，大约75％的机构的案包括残疾人的情况。 ODAR还裁定纠纷有关的退休权利要求和拥有管辖权时的亲子关系的一个索赔人或在有效婚姻的问题时，一要求是申请福利金下的收入记录的配偶或父母。 该机构还裁定有限数量的医疗保险的权利要求的问题，这是一个残余的传统，从当SSA的一部分美国国务院卫生和人类服务。

## 批评和争议
彭博 报告说，SSA美元32.3亿美元的错误时报告2009年的美国工资统计数据。 时的错误校正，进一步降低了平均2009年美国工资的美元39,055的。 在2009年的美国平均工资的报告为美元39,269的。

## 进一步阅读
- 社会保障残疾问题倡导者的手册（页面存档备份，存于），通过大卫*Traver，詹姆斯出版社，2006年， ISBN 1-58012-033-4
- 社会安全手册》（页面存档备份，存于）,日耳曼出版社，2006年。